# ピーター・マレー・ラスト
ピーター・マレー・ラスト（英: Peter Murray-Rust、1941年 - ）は、現在ケンブリッジ大学に所属する化学者である。化学の研究に加えて、オープンアクセスやオープンデータの支持者としても知られている。

## 学歴
ヨークの私立学校ブーサムスクールで教育を受け、その後オックスフォード大学ベリオール・カレッジに進学した。博士号を取得後、スターリング大学の化学講師となり、アンドリュー・スチュワート学生寮の初代管理者を務めた。1982年にはGlaxo Group Researchに移り、分子グラフィックス、計算化学、後にはタンパク質構造決定部門の責任者となった。1996年から2000年までノッティンガム大学の薬学部教授を務め、Virtual School of Molecular Sciencesを設立した。現在はケンブリッジ大学の分子情報科学の名誉教授およびチャーチル・カレッジのシニアリサーチフェローにある。

## 研究
彼の研究関心には、学術論文におけるデータの自動解析、ヴァーチャル・コミュニティの構築（例：Globewide Network AcademyにおけるThe Virtual School of Natural Sciences）、およびセマンティック・ウェブが含まれる。ヘンリー・ルゼパと共に、マークアップ言語、特にChemical Markup Languageの開発を通じて、これを化学に応用した。彼は科学におけるオープンデータを推進しており、オープンナレッジ財団の諮問委員であり、パントン原則（科学的データのオープン性に関する原則）の共著者でもある。他の数名の化学者とともに、彼は2005年にBlue Obelisk運動の創設メンバーとなった。
2002年、ピーター・マレー・ラストとその同僚は、未公開化学データのための電子リポジトリ「World Wide Molecular Matrix（WWMM）」を提案した。2011年1月には、彼の業績と展望に関するシンポジウム「Visions of a Semantic Molecular Future」が開催された。2011年には、彼とヘンリー・ルゼパがアメリカ化学会のen:Herman Skolnik Awardを共同受賞した。2014年には、シャトルワース財団より、科学文献からの情報自動抽出を目的としたプロジェクトに対するフェローシップを授与された。
2009年、マレー・ラストは、Blue Obeliskやその他のオープンサイエンス・プロジェクトで見られる現象に対して、「ドクター・フー」モデルという用語を提唱した。これは、プロジェクトリーダーが別の大学へ移動し他の職務に従事するなどして継続的な指導が困難となった場合に、他の人物がリーダーとしてそのプロジェクトを引き継ぐというものである。これは、主人公が異なる姿に再生し、新たな俳優が演じるという長寿イギリスSFテレビシリーズ『ドクター・フー』にちなんだものである。
2014年現在、マレー・ラストはシャトルワース財団よりフェローシップを受け、科学文献から1億件のファクトを機械で抽出することを目指すContentMineプロジェクトに取り組んでいた。

## 活動
マレー・ラストはまた、科学文献からの知識を自由に利用可能にする取り組みでも知られており、自然・人文科学における知識へのオープンアクセスに関するベルリン宣言に完全に準拠していない出版社に対して批判的立場を取っている。2014年には、エルゼビアが著者によりオープンアクセスとして公開された論文の再利用に制限を課すという出版システム上の問題について、積極的に問題提起を行った。